# Martina Cole
Martina Cole, nata Eilidh Martina Cole (30 marzo 1959), è una scrittrice britannica.

## Biografia
Cole è cresciuta ad Aveley, nell'Essex. Dal 2015 ha pubblicato ventidue romanzi sul crimine, molti dei quali esaminano la malavita dei gangster londinesi. Quattro dei suoi romanzi, Dangerous Lady, The Jump, The Take e The Runaway sono stati adattati in serie televisive di alto livello. Ha raggiunto un fatturato di oltre quattordici milioni nel solo Regno Unito e il suo decimo romanzo, The Know, è stato sette settimane nella classifica dei best seller dei The Sunday Times.
Nel marzo 2011 The Runaway è stato proiettato su Sky1 e Sky1 HD, basato sull'omonimo romanzo della Cole del 1997. I protagonisti sono Eamonn Docherty, interpretato da Jack O'Connell, e Cathy Connor, interpretata da Joanna Vanderham. I due, che vivono come fratelli ma non hanno legami di sangue, si innamorano segretamente l'uno dell'altra. La loro vita travagliata fatta di delitti e malavita li porta a nascondersi e scappare, Cathy finirà nel cuore del mondo sotterraneo di Londra, mentre Eamonn  verrà trascinato in una vita da criminale per poi fuggire a New York. Nonostante le pesanti vicissitudini li portino a stare lontani il loro amore non si spegne e cercheranno fino all'ultimo di ricongiungersi lasciandosi il passato alle spalle per ricominciare una nuova vita insieme. Ma, come scritto in copertina: "il passato ti catturerà sempre".
Nel 2021 è stata inisgnita del Cartier Diamond Dagger.

## Opere
- Dangerous Lady (1992)
- Ladykiller (The Ladykiller, 1993), Torino, La corte, 2019 traduzione di Marzia Vradini Scusa ISBN 978-88-85516-99-1.
- Goodnight Lady (1994)
- The Jump (1995)
- The Runaway (1997)
- Two Women (1999)
- Broken (2000)
- Faceless (2001)
- Maura's Game (2002)
- Io lo so (The Know, 2003), Milano, Nord, 2006 traduzione di Anna Martini ISBN 88-429-1383-9.
- The Graft (2004)
- Onore di famiglia (The Take, 2005), Milano, Nord, 2009 traduzione di Paolo Scopacasa ISBN 978-88-429-1584-3.
- Close (2006)
- Faces (2007)
- The Business (2008)
- Hard Girls (2009)
- The Family (2010)
- The Faithless (2011)
- The Life (2012)
- Revenge (2013)
- The Good Life (2014)
- Get Even (2015)
- Betrayal (2016)
- Damaged (2017)
- No Mercy (2019)

## Adattamenti televisivi
- The Take - Una storia criminale (The Take) miniserie TV (2009) dal romanzo Onore di famiglia
- The Runaway serie TV (2011) dall'omonimo romanzo